# Ursula Karven

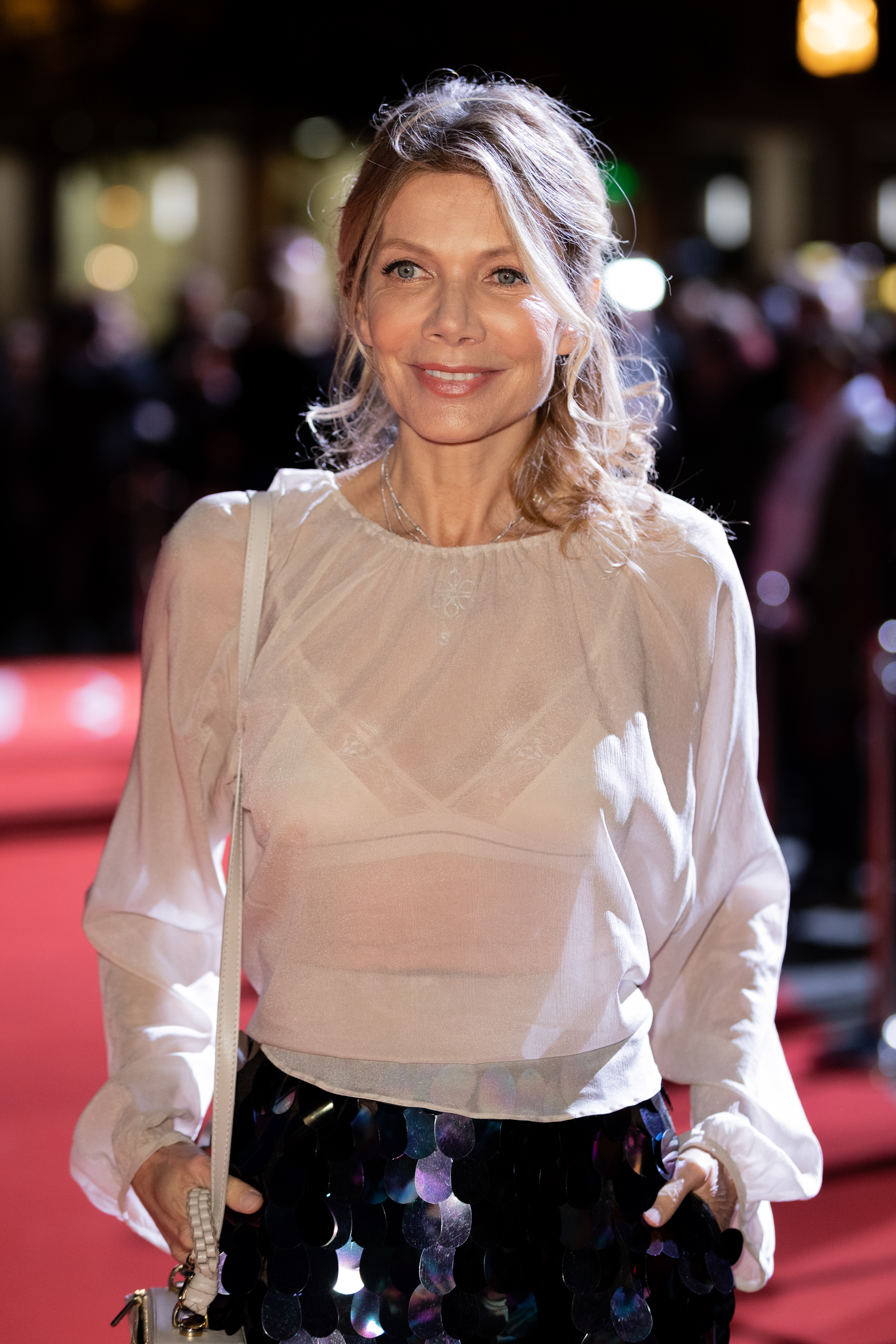
Ursula Karven, 2019

Ursula Karven (* 17. September 1964 als Ursula Ganzenmüller in Ulm), zeitweiliger Künstlername Sina Karven, ist eine deutsche Schauspielerin und Autorin. Seit 1982 stand sie in über 60 Film- und Fernsehproduktionen vor der Kamera.

## Leben

### Herkunft und Ausbildung
Die Tochter eines Ingenieurs und einer Hausfrau wuchs mit ihren beiden Geschwistern im Ulmer Stadtteil Söflingen auf. Nach dem Abitur war sie in den 1980er Jahren als Fotomodell tätig, 
belegte Kurse am Lee Strasberg Institute in New York und Los Angeles und machte zudem eine Gesangsausbildung. Nach 1999 machte sie eine Ausbildung zur Yoga-Lehrerin mit Schwerpunkt Vinyasa Flow.

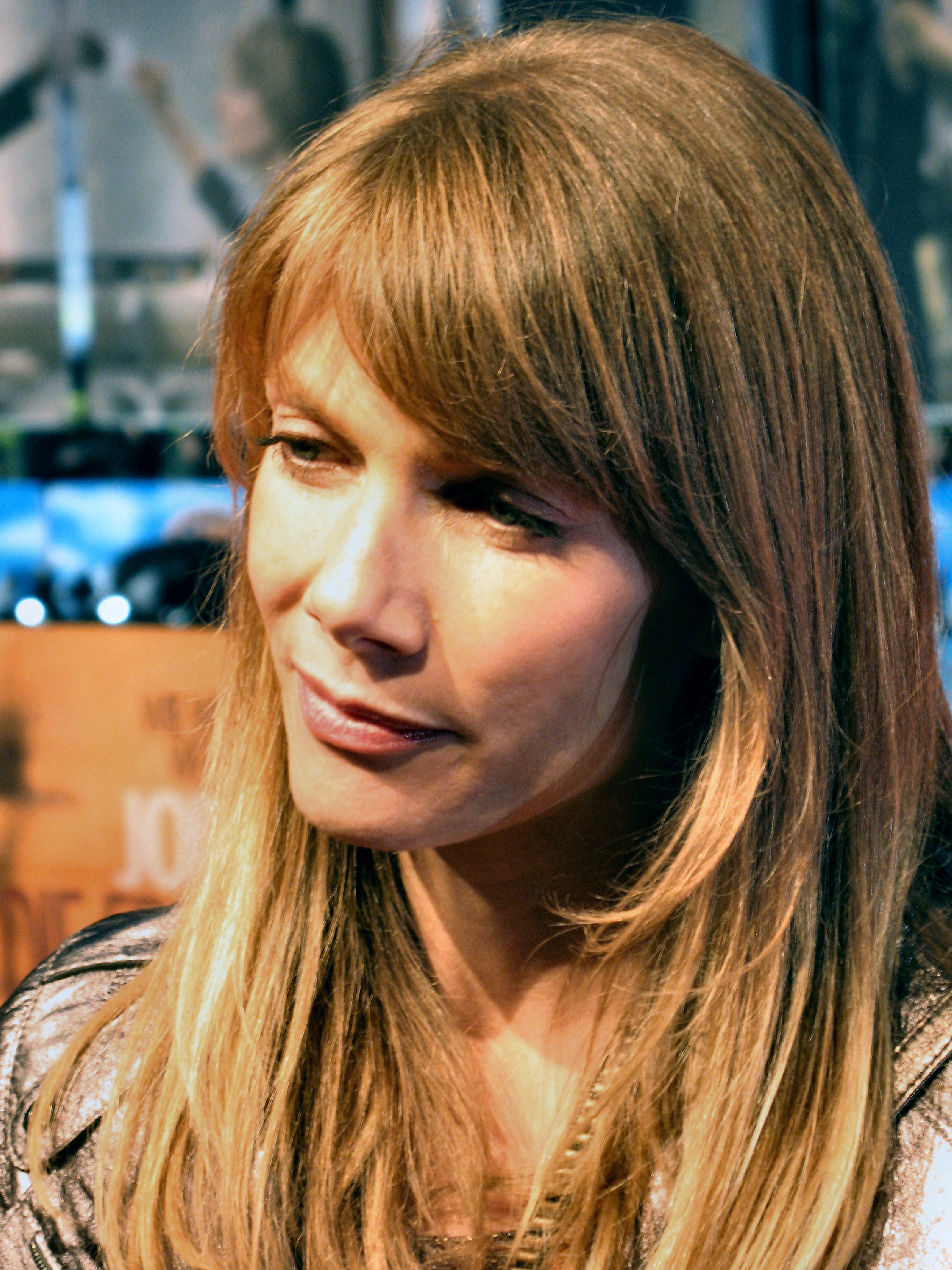
Ursula Karven in Berlin bei der deutschen Filmpremiere von Die Fremde in dir, 13. September 2007

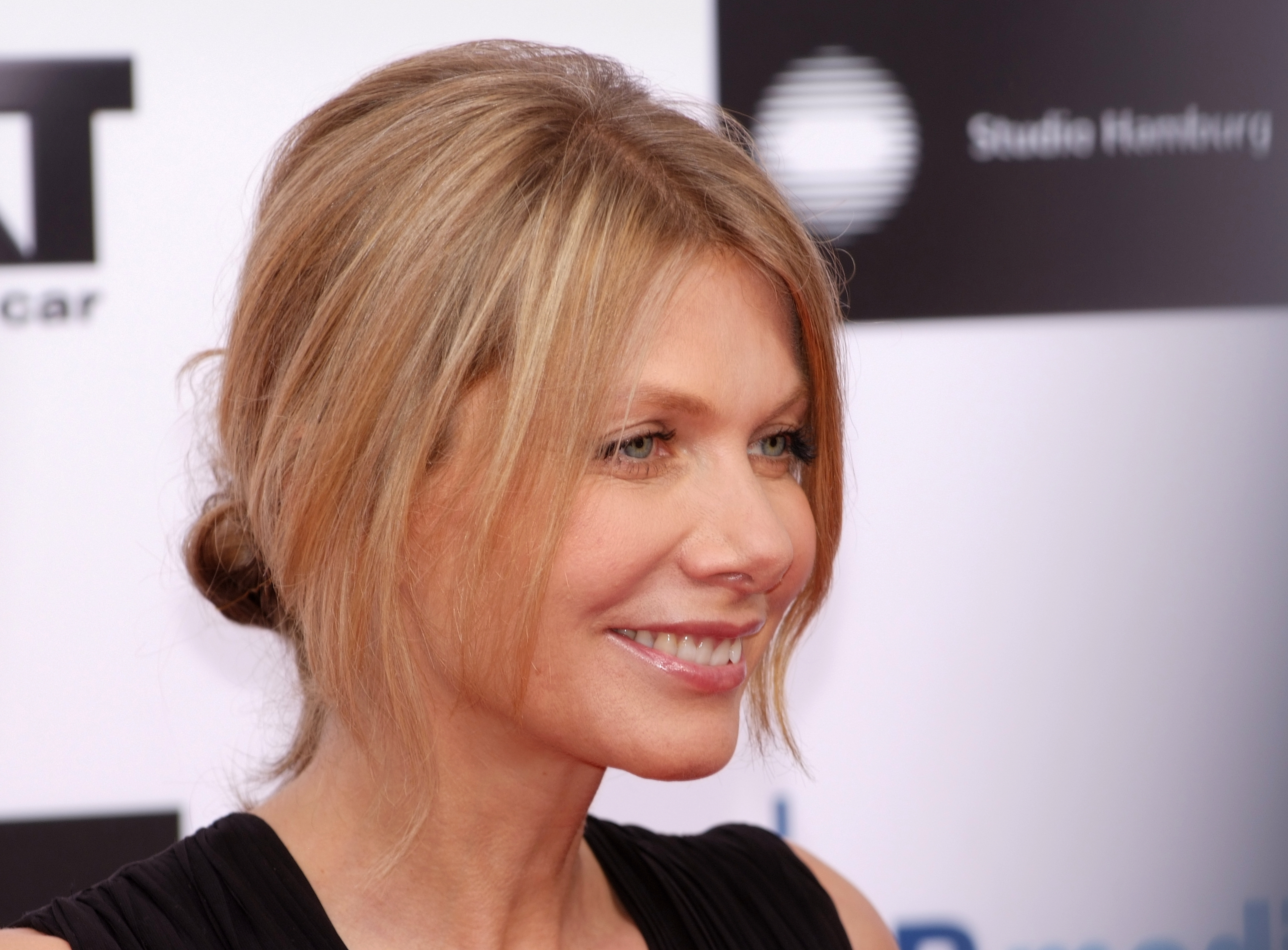
Ursula Karven, 2012

### Film und Fernsehen
Ursula Karven trat erstmals 1982 in einer kleineren Rolle für den Episodenfilm Neonstadt vor die Kamera. 1984 gab sie unter der Regie von Nikolai Müllerschön in der Liebesfilmkomödie Ein irres Feeling unter dem Künstlernamen 'Sina Karven' ihr Filmdebüt als eine der Hauptdarstellerinnen. Unter Jiří Menzel war sie 1986 als Lilian Heath in der Kriminalfilmkomödie Die Schokoladen-Schnüffler zu sehen. 1989 übernahm sie in zwei ZDF-Fernsehserien Nebenrollen. In Rivalen der Rennbahn war sie in der Rolle der Jeannette als Affäre des von Manfred Zapatka gespielten Millionärs Hans-Otto Gruber zu sehen; in Das Erbe der Guldenburgs stellte sie Birgit Berger dar. 2006 gehörte sie als Dr. Katharina Hansen in der Krimiserie M.E.T.R.O. – Ein Team auf Leben und Tod zur Stammbesetzung. 1996 spielte sie in der Tatort-Episode Bei Auftritt Mord der Dresdner Ermittler Ehrlicher und Kain eine Gastrolle. Von 2005 bis 2008 verkörperte Karven  in einer durchgehenden Serienrolle die Staatsanwältin Wanda Wilhelmi des Hamburger Tatort-Ermittlerduos Casstorff und Holicek. Matthias Tiefenbacher besetzte sie 2008 in dem ZDF-Fernsehfilm Stille Post in der Hauptrolle der am Gymnasium tätigen Lübecker Lehrerin Andrea Jahn, die Opfer eines Rufmordes wird.

### Playboy
2012 stand Karven für eine erotische Fotoserie in der April-Ausgabe des Playboy vor der Kamera.

### Autorentätigkeit undBellybutton
Seit ihrem im Jahr 2003 erschienenen Werk Yoga für die Seele tritt Ursula Karven auch als Autorin in Erscheinung. Sie befasst sich in ihren Büchern mit den Themen Yoga, Schwangerschaft, Kochen, Angst und Magie. Ihr erstes Kinderbuch kam 2005 mit Sina und die Yogakatze heraus. Mit Dana Schweiger publizierte sie 2006 die Bücher bellybutton – Das große Schwangerschaftsbuch und Das große Babybuch: Alles für das erste Jahr. 2011 veröffentlichte sie unter dem Titel Mein Kochbuch für Kochmuffel ein erstes Kochbuch. Ihre Ratgeber Diese verdammten Ängste (2021) und Hexenzauber, Göttinnen und weiße Magie (2022) entwickelten sich zu Spiegel-Bestsellern.
Gemeinsam mit Dana Schweiger vermarktet sie Baby-Artikel und Schwangerschaftsbekleidung unter dem Markennamen „Bellybutton“.

### Privates
Ursula Karven war mit James Veres verheiratet, mit dem sie drei Kinder hat. 2001 ertrank ihr vierjähriger Sohn Daniel während einer Kindergeburtstagsparty im Schwimmbecken des US-Musikers Tommy Lee in Santa Monica. Die Familie lebte mehrere Jahre in Kalifornien und zog nach dem Tod ihres Sohnes nach Mallorca. Ihr ältester Sohn Chris Veres ist ebenfalls schauspielerisch tätig.
Im April 2008 gaben Karven und Veres ihre Trennung bekannt. Von 2009 bis 2016 war Karven mit dem schwedischen Unternehmer Mats Wahlström liiert. Seit 2010 lebt Ursula Karven mit ihrem jüngsten Sohn in Berlin. 2015 erlitt sie bei Dreharbeiten einen lebensgefährlichen Genickbruch. 2021 heiratete sie ein zweites Mal.

## Filmografie

### Spielfilme
- 1982: Neonstadt
- 1984: Ein irres Feeling
- 1986: Die Schokoladen-Schnüffler
- 1987: Beule oder wie man einen Tresor knackt
- 1990: Feuer, Eis & Dynamit
- 1998: Ich schenk dir meinen Mann
- 1999: Liebe ist stärker als der Tod
- 2000: Feindliche Schwestern – Wenn aus Liebe Hass wird
- 2000: Autsch, Du Fröhliche
- 2001: Holiday Affair
- 2001: Der Club der grünen Witwen
- 2002: Vater braucht eine Frau
- 2002: Con Express
- 2002: Familie XXL
- 2003: Vergiss die Toten nicht
- 2005: Tote leben länger
- 2008: Stille Post
- 2009: Vulkan
- 2010: Der letzte Patriarch (Zweiteiler)
- 2012: Nicht mit mir, Liebling
- 2012: Mein Herz in Malaysia
- 2013: Wer liebt, lässt los
- 2013: Eine unbeliebte Frau
- 2014: Der Weg nach San Jose
- 2019: So einfach stirbt man nicht
- 2022: Schon tausendmal berührt

### Fernsehserien und Fernsehreihen
- 1985: Derrick (Folge Der Augenzeuge)
- 1987: Derrick (Folge Der Tote auf der Parkbank)
- 1988: Der Schwammerlkönig (Fernsehserie, eine Folge)
- 1989: Rivalen der Rennbahn (2 Folgen)
- 1989–1990: Das Erbe der Guldenburgs (5 Folgen)
- 1990: Blaues Blut (7 Folgen)
- 1990: Zwei Supertypen in Miami (Folge Die Formel des Todes)
- 1992: Derrick (Folge Die Festmenüs des Herrn Borgelt)
- 1993: Glückliche Reise – Venedig
- 1995: Hart aber herzlich – Jonathan unter Mordverdacht
- 1996: Tatort: Bei Auftritt Mord
- 1998: Rosamunde Pilcher – Dornen im Tal der Blumen
- 2001: Delta Team – Auftrag geheim! (Folge Unsichtbare Gegner)
- 2001: Balko (Folge Für ein paar Dollar mehr)
- 2003: Denninger – Der Mallorcakrimi (Folge Doppeltes Spiel)
- 2004: Die Kommissarin (Folge Schwarze Lieben, roter Tod)
- 2005: Ein Fall für zwei (Folge Juwelen)
- 2005–2008: Tatort (6 Folgen → Episodenliste)
- 2006: M.E.T.R.O. – Ein Team auf Leben und Tod (10 Folgen)
- 2008: Ein starkes Team: Freundinnen
- 2012: SOKO Stuttgart (Folge Um Haaresbreite)
- 2012: Unter anderen Umständen: Spiel mit dem Feuer
- 2013: Hattinger und die kalte Hand – Ein Chiemseekrimi
- 2014: Katie Fforde: An deiner Seite
- 2015: Katie Fforde: Das Weihnachtswunder von New York
- 2016: Katie Fforde: Warum hab ich ja gesagt?

## Bibliografie
- Yoga für die Seele. Wunderlich Verlag, Reinbek bei Hamburg 2003, ISBN 3-8052-0757-3.
- Sina und die Yogakatze. Wunderlich Verlag, Reinbek bei Hamburg 2005, ISBN 3-8052-0795-6.
- mit Dana Schweiger: bellybutton – Das große Schwangerschaftsbuch. Rowohlt Verlag, Reinbek bei Hamburg 2006, ISBN 3-499-61913-X.
- mit Dana Schweiger: Das große Babybuch: Alles für das erste Jahr. Wunderlich Verlag, Reinbek bei Hamburg 2006, ISBN 3-8052-0816-2.
- Sinas Yogakatze und der singende Weihnachtsbaum. Rowohlt Verlag, 2007, ISBN 978-3-499-21452-3.
- Yoga für dich und überall. Gräfe und Unzer, München 2007; 1. Auflage, ISBN 978-3-8338-0762-6.
- Mein Kochbuch für Kochmuffel. Gräfe und Unzer, München 2011; 1. Auflage, ISBN 978-3-8338-2234-6.
- Loslassen Yoga-Weisheiten für dich und überall. Arkana Verlag, 2013, ISBN 978-3-442-34131-3.
- Diese verdammten Ängste: und wie wir an ihnen wachsen. Goldmann Verlag, 2021, ISBN 978-3-442-22325-1.
- Hexenzauber, Göttinnen und weiße Magie, Gräfe und Unzer. München 2022; 1. Auflage, ISBN 978-3833880971.